# Marignac-Lasclares
Marignac-Lasclares település Franciaországban, Haute-Garonne megyében. Lakosainak száma 476 fő (2022. január 1.). Marignac-Lasclares Gratens, Le Fousseret, Lafitte-Vigordane és Saint-Élix-le-Château községekkel határos.

## Népesség
A település népességének változása:
| Lakosok száma | 235  | 240  | 265  | 327  | 444  | 469  | 478  | 469  | 465  | 476  |
|               | 1968 | 1982 | 1990 | 2006 | 2013 | 2015 | 2017 | 2019 | 2020 | 2022 |